# Tetragnatha laqueata
Tetragnatha laqueata là một loài nhện trong họ Tetragnathidae.
Loài này thuộc chi Tetragnatha. Tetragnatha laqueata được miêu tả năm 1872 bởi L. Koch.